# Al-Dżasra
Al-Dżasra (arab. الجسرة, Al-Jasrah) – osada położona we wschodniej części Kataru, w prowincji Ad-Dauha.